# Orgue de tribune de la cathédrale Notre-Dame d'Amiens
L'orgue de la cathédrale Notre-Dame d'Amiens est situé sur le mur ouest de la nef sous la rosace. La tribune et le buffet ont été classés monument historique, au titre d'objet, le 11 mai 1907.
Épargné par les bombardements de la Première et de la Seconde Guerre mondiales, l'orgue a bénéficié d'importants travaux de restauration aux XXe et XXIe siècles.

## Histoire

### La construction de l'instrument et de son buffet
Sa construction a été financée grâce à la générosité d'Alphonse Lemire, valet de chambre du roi Charles VI et de son épouse Massine de Hainaut. La tribune fut édifiée en 1427 et le premier instrument de 1429 à 1431. Cet instrument, était considéré, à l'époque, pour le plus grand orgue du royaume de France. Il ne reste de cet instrument que la tribune et la structure des buffets.
Le buffet principal date du XVIe siècle. En 1549, le décor de la partie haute du buffet fut modifié. À cet date, l'instrument était injouable, c'était un Blockwerk (mixture) comportant 90 rangs dans les dessus.
En 1620, le facteur d'orgues parisien Pierre Le Pescheur refit à neuf le grand orgue le dotant d'un positif de dos ; Jehan Titelouze inaugura l'instrument.
Cet orgue fut relevé en 1661 par Louis de Brucourt facteur d'orgues amiénois. En 1769, Charles Dallery dota l'orgue de trois claviers, 32 jeux, des jeux d'anche, bombarde 16, trompette 8 et clairon 4.

### Les restaurations duXIXesiècle
John Abbey facteur d'orgues à Paris restaura l'orgue dans sa totalité : il le dota de trois claviers, 42 jeux, 2 753 tuyaux, d'un nouveau système de soufflerie de son invention, en 1832.

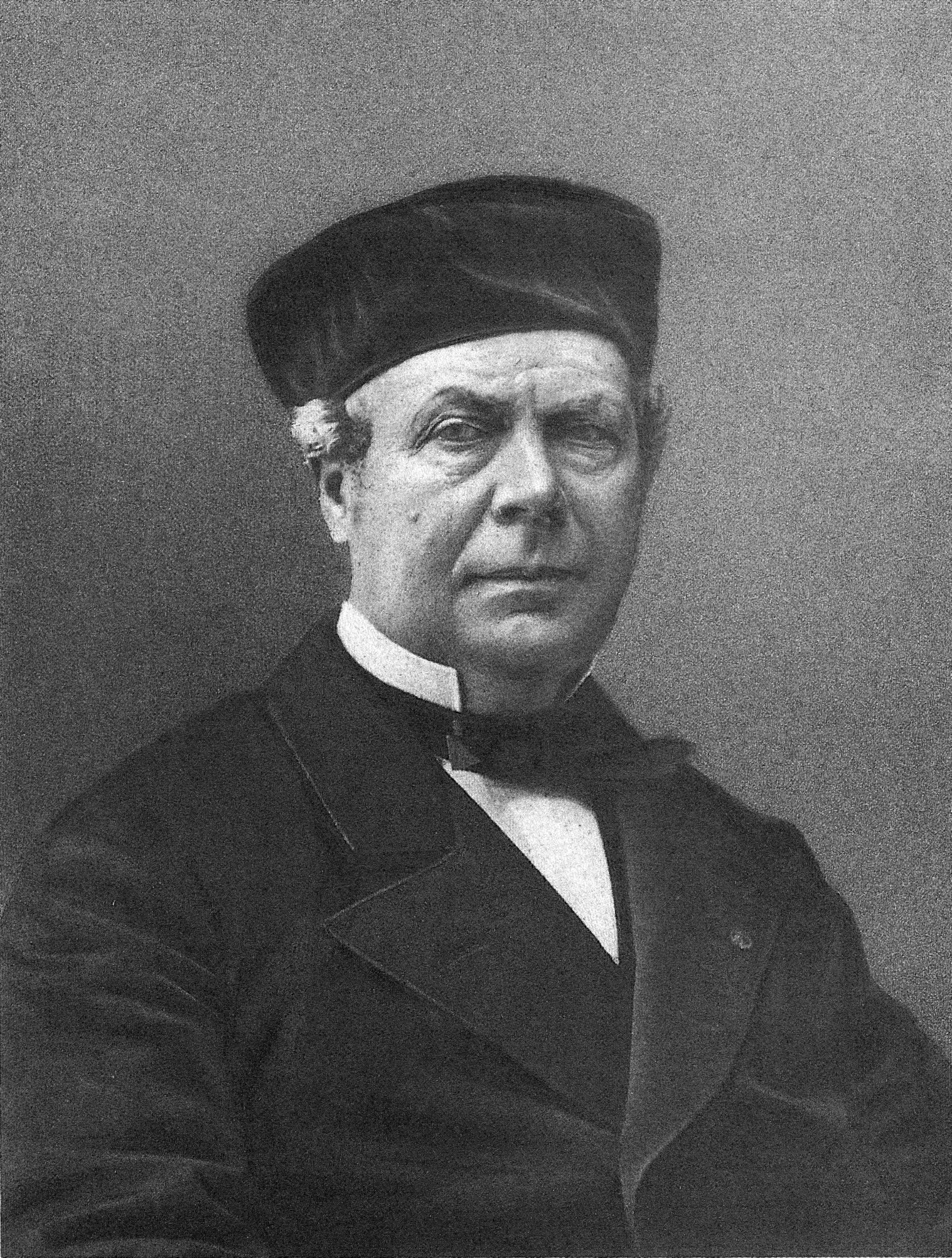
A. Cavaillé-Coll

Les boiseries furent restaurées et peintes en 1835 par Martin Delabarthe, les frères Duthoit décorèrent les tourelles de statues aujourd'hui disparues et réalisèrent des ornements au-dessus des plates-faces de la monte. 
Un décor gothique cache la poutre qui supporte la tribune, entre les arcs des quatre voûtes en bois ont été posées les statues de la Vierge à l'Enfant et de Saint Firmin le Martyr.
C'est à Aristide Cavaillé-Coll qui le restaura totalement entre 1884 et 1889 que l'on doit, en grande partie, l'instrument que nous connaissons aujourd'hui. Il dota l'orgue de 51 jeux répartis sur 3 claviers et un pédalier. 
L'instrument, harmonisé par Clock, fut inauguré le 20 décembre 1889, par un récital d'Alexandre Guilmant. L'orgue jouissait, à l'époque, d'une solide réputation pour la qualité de ses timbres.

### Les restaurations duXXesiècle

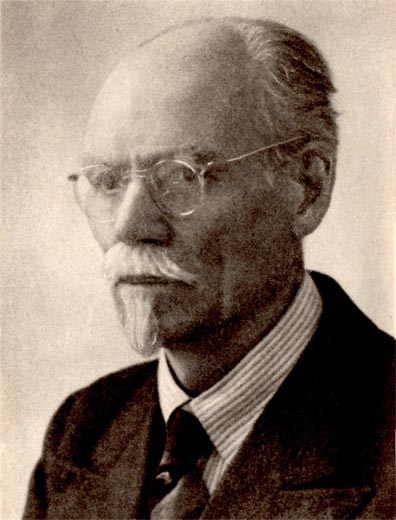
E. A. Roethinger

En mai 1907, le buffet fut classé monument historique au titre d'objet.
A la fin de la Première Guerre mondiale, l'orgue fut démontés par les pompiers de Paris en 1918 lors de l'offensive allemande, les différents éléments furent dispersés et stockés à Abbeville, Eu, Pierrefonds, etc..
L'instrument fut remonté en 1935-1937 par Edmond Alexandre Roethinger qui le dota de 58 jeux. L'instrument fut inauguré par Marcel Dupré. De 1964 à 1967, Charles Acker, facteur d'orgues à Camon pour la maison Roethinger de Strasbourg, démonta et remonta la mécanique de tirage des notes et des appels de jeux (inauguration par André Fleury).

### La restauration duXXIesiècle
Le 26 août 2020, débuta le démontage de l'orgue par la manufacture Muhleisen d'Eschau, en Alsace et Denis Lacorre - DLFO de Carquefou près de Nantes en vue de sa restauration complète qui se déroule, en Alsace pour les tuyaux en métal et à Nantes pour les tuyaux en bois.
Les travaux de restauration devraient permettre à l'orgue de retrouver on état de 1889, dû à Aristide Cavaillé-Coll et de conserver les ajouts de Roethinger. La tribune, les parements et les buffets ont été restaurés sur place. La fin du chantier est prévue en décembre 2024. Le paramétrage des tuyaux va se dérouler de janvier à juin 2025. L'inauguration de l'instrument est prévue à l'automne 2025.
Après restauration, l'orgue compte 70 jeux (contre 56 antérieurement). Les décors peints ont été restitués au plus près de leur état d’origine. Les « jouées », ornements latéraux retrouvées et complétées pour les parties manquantes, démontées pendant la Première Guerre mondiale sont remontées.

## Caractéristiques
Le grand orgue de la cathédrale d'Amiens dont la création remonte à 1422 est l'un des plus anciens et des plus haut perchés de France (17 m au-dessus du sol 

### Les modifications de l'orgue

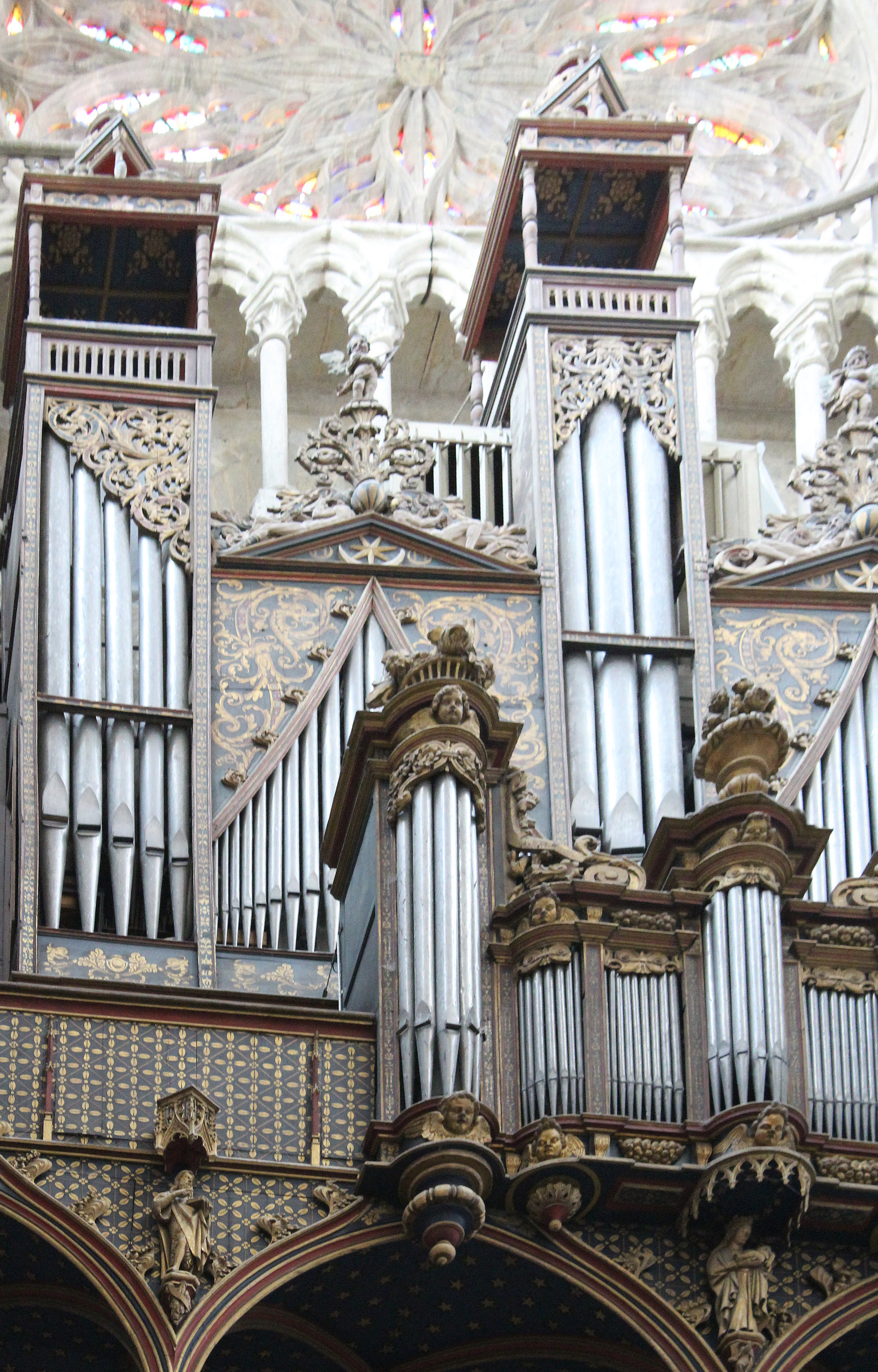

La partie instrumentale originelle était composée d’un grand Blockwerk (Plein Jeu ou Plenum) de 46 touches, comportant de 19 à 91 tuyaux par touche.  
Aristide Cavaillé-Coll en 1887-1889 en fit un grand instrument symphonique de 51 jeux sur trois claviers et pédale introduisant la machine Barker au Grand-Orgue et au récit. 
L'orgue fut remonté, restauré et complété par la manufacture Rœthinger, en 1935-1937, le nombre de jeux fut augmenté, la composition et l’harmonie des jeux existants furent modifiées pour leur donner une orientation néoclassique. En 1965-1966, quelques modifications furent apportées, l’orgue fut alors doté de 58 jeux.
Il subsiste de l'instrument d'origine, le soubassement et une partie des montants intérieurs. Remanié à plusieurs reprises, le grand orgue possède 3 854 tuyaux contre 2 500 à l'origine.
En 2016, une étude détaillée de l’instrument a révélé que la structure instrumentale était encore en grande partie de l’œuvre de Cavaillé-Coll et ce après la restauration de Rœthinger. L’étude détaillée des buffets a montré que les éléments médiévaux se limitaient à la structure du soubassement (montants et traverses) et aux tourelles ainsi qu’aux décors peints sur les parties hautes des côtés des tourelles. 
Le buffet de positif est quant à lui resté proche de son état des XVIIe et XVIIIe siècles. La polychromie de la partie avant date  du XIXe siècle pour l'essentiel, celle des parties latérales date date de la Renaissance.

### Composition de l'orgue
Selon le rapport d'Eric Brottier du 27 mai 2014, l'orgue est composé de la façon suivante :
| I. Positif de dos | II. Grand-Orgue | III. Récit expressif | IV. Pédale |
| --- | --- | --- | --- |
| Montre 8' Bourdon 8' Flûte à fuseau 8' Prestant 4' Flûte douce 4' Nasard 2' 2/3 Doublette 2' Tierce 1' 3/5 Fournitures 4 rangs Trompette 8' Cromorne 8' Clairon 4' | Montre 16' Bourdon 16' Montre 8' Diapason 8' Bourdon 8' Flûte harmonique 8' Salicional 8' Prestant 4' Flûte 4' Nasard 2' 2/3 Doublette 2' Cornet 5 rangs Fourniture 6 rangs Cymbale 4 rangs Bombarde 16' Trompette 8' Clairon 4' | Quintaton 16' Diapason-Flûte 8' Cor de nuit 8' Viole de gambe 8' Voix céleste 8' Prestant 4' Flûte 4' Octavin 2' Cornet 5 rangs Bombarde 16' Trompette harmonique 8' Clairon harmonique 4' Basson-Hautbois 8' Voix humaine 8' | Bourdon 32' Principal 16' (emprunt M16) Contrebasse 16' Soubasse 16' (ext. B32) Principal 8' (emprunt M16) Flûte 8 Prestant 4 (emprunt M16) Flûte 4' Fournitures 4 rangs Bombarde 32' (supprimée en 1965) Bombarde 16' Trompette 8' Clairon 4' |

- Tirasses Pos, GO, Récit. Accouplements : GO, Positif/GO, Récit/GO, Récit/Positif à l'unisson, Positif/GO et Récit/GO à l'octave grave. Appel mixtures Positif, GO, Récit. Appels anches Positif, GO, Récit, Pédale. Appel tutti (tous les appels mixtures et anches). Trémolo Positif et Récit[10].

## Organiste titulaire
- Geoffrey Chesnier